# Thomas Smuszynski
Thomas "Bodo" Smuszynski (Njemačka, 26. srpnja 1963.) je njemački heavy metal-basist. Najpoznatiji je kao basist sastava Running Wild gdje je svirao od 1992. do 2000. Svirao je i u sastavu Udo Dirkschneidera U.D.O. koji je napustio nakon tri albuma. Surviđao je s Axelom Rudim Pellom. Treutno svira sa skupinom Bourbon $treet.

## Diskografija
Running Wild
- Pile of Skulls (1992.)
- Black Hand Inn (1994.)
- Masquerade (1995.)
- The Rivalry (1998.)
- Victory (2000.)

Axel Rudi Pell
- Wild Obsession (1989.)

U.D.O.
- Mean Machine (1989.)
- Faceless World (1990.)
- Timebomb (1991.)

Darxon
- No Thrills (1987.)